# Blancpain GT Series
Blancpain GT Series – europejska seria wyścigów GT, powstała z inicjatywy Stéphane Ratel Organisation i  FIA jako wyścigi Grand tourer. W tych mistrzostwach uczestniczą trzy kategorie pojazdów, w Blancpain GT Series walczyły trzy rodzaje pojazdów GT – Pro Cup, Pro-Am Cup oraz Gentelmen Trophy. Dystans ten w tych mistrzostwach składa się z  wyścigów długodystansowych i sprinterskich.  W kalendarzu tej serii jest także wyścig 24h Spa-Francorchamps.

## Historia
W 2013 roku SRO i  FIA zdecydowali o tym, że powstanie seria o formacie takim jak FIA GT Series, która w tamtym roku wcześniej została zlikwidowana. 

## Zwycięzcy sezonów Blancpain Endurance Series

### Kierowcy
| Sezon | GT               | Endurance                                   | Sprint                        |
| ----- | ---------------- | ------------------------------------------- | ----------------------------- |
| 2014  | Laurens Vanthoor | Laurens Vanthoor                            | Maximilian Götz               |
| 2015  | Robin Frijns     | Alex Buncombe Katsumasa Chiyo Wolfgang Reip | Vincent Abril Maximilian Buhk |

### Zespoły
| Sezon | GT                         | Endurance                  | Sprint                     |
| ----- | -------------------------- | -------------------------- | -------------------------- |
| 2014  | Belgian Audi Club Team WRT | Belgian Audi Club Team WRT | Belgian Audi Club Team WRT |
| 2015  | Belgian Audi Club Team WRT | Belgian Audi Club Team WRT | Belgian Audi Club Team WRT |